# 루터 소교리문답서

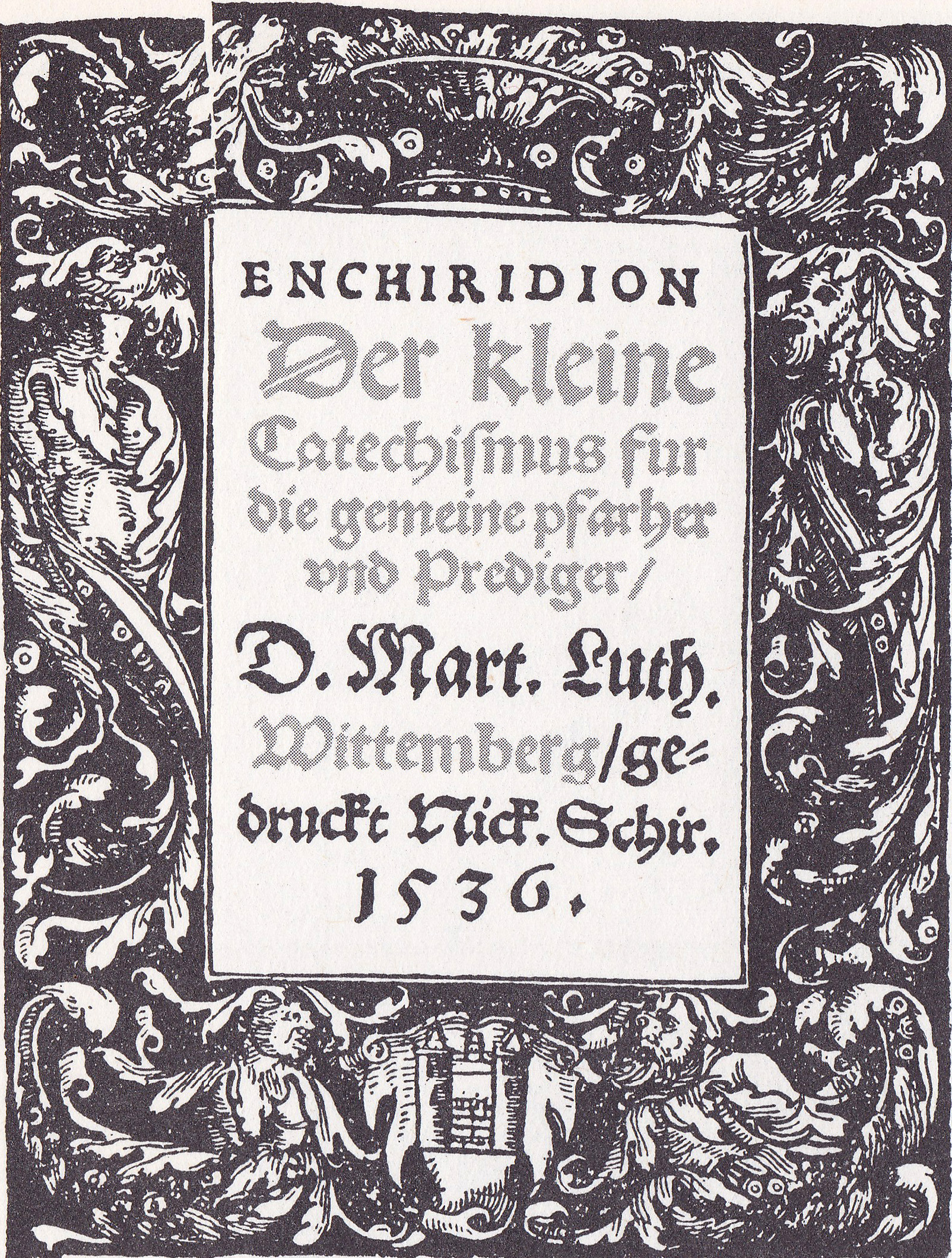

루터 소교리문답서( - 小敎理問答書, 독일어: Der Kleine Katechismus, 영어: Luther's Small Catechism)는 1529년 마르틴 루터가 펴낸 개신교 교리문답서이다. 대교리문답서가 어른들을 위해서 작성되었다면 소교리문답서는 아이들의 교육을 위해서 작성되었다. 구어체 문답형식으로써 평신도들이 주기도문, 성례전 등의 기독교 교리를 알기 쉽도록 서술했다. 대교리문답서와 소교리문답서를 복있는 사람에서 펴내었고, 루터교회 성직자인 최주훈 목사가 우리말로 옮겼다.

## 같이 보기
- 루터 대교리문답서